# Nakhodka
Cet article concerne la ville russe. Pour le film russe, voir Nakhodka (film).
Nakhodka (en russe : Находка, prononcé [nɐˈxotkə], littéralement « heureuse découverte ») est une ville de l'Extrême-Orient russe, située dans l'okroug urbain de Nakhodka dans le kraï du Primorié. Localisée à l'origine sur la presqu'île de Troudny, elle fait à présent presque l'ensemble du littoral du golfe de Nakhodka. Son territoire, baigné d'eau sur toute sa partie sud, alterne entre plages et falaises exposées à la mer du Japon. La baie de Nakhodka, qui héberge sa partie historique et son port, reste protégée grâce à la presqu'île des aléas météorologiques de la mer. Ses deux monts, la Sestra et le Brat, sont les symboles de la ville. Son port est libre de glaces toute l'année.  
Cette situation privilégiée lui permet un peuplement dès l'âge du fer ; avec des peuplements de la culture de Yankovski sur la presqu'île. Mais ce n'est qu'avec l'annexation du Primorié lors de la convention de Pékin en 1860 que sa baie attire les colons. Peu avant l'annexation, des expéditions navales russes découvrent son golfe, et en 1864, un poste militaire y est fondé. Son développement commence à la fin du XIXe siècle, et en 1907, le hameau d'Amerikanka, son centre historique, est fondé.
La période soviétique marque profondément la ville ; profitant que Vladivostok soit une ville fermée, Nakhodka devient le port de l'Extrême-Orient russe, et la façade de toute la région, qui lui vaudra dans un discours de Margaret Thatcher une référence. En 1950, elle obtient son statut de ville, et dans les années 1970, le port de Vostotchny, de l'autre côté du golfe voit le jour, lui permettant d'accroître son importance. La ville se modernise, mais la dislocation de l'URSS fait ralentir son économie. La ville est confrontée dans les années 1990 et les années 2000 à une chute démographique, tandis que les licenciements se multiplient. 
Au XXIe siècle, Nakhodka perd son autonomie administrative, la ville étant intégrée à l'okroug urbain de Nakhodka avec deux villages, okroug qui reprend les pouvoirs de la ville. Mais Nakhodka s'agrandit aussi elle-même, en annexant les communes de Beregovoï, Kozmino et de Wrangel, l'étendant jusqu'à l'autre côté du golfe. Son économie est aujourd'hui toujours liée à ses ports, qui voient passer plus de 10 % du trafic de marchandises de tous les ports russes, grâce à sa mer  qui ne gèle pas. Mais la ville subit aussi de la pollution importante à cause de ses usines, valant à la ville de voir des pluies acides. Cependant, des mesures sont mises en place depuis les années 2000 pour réduire les différents types de pollution.

## Géographie

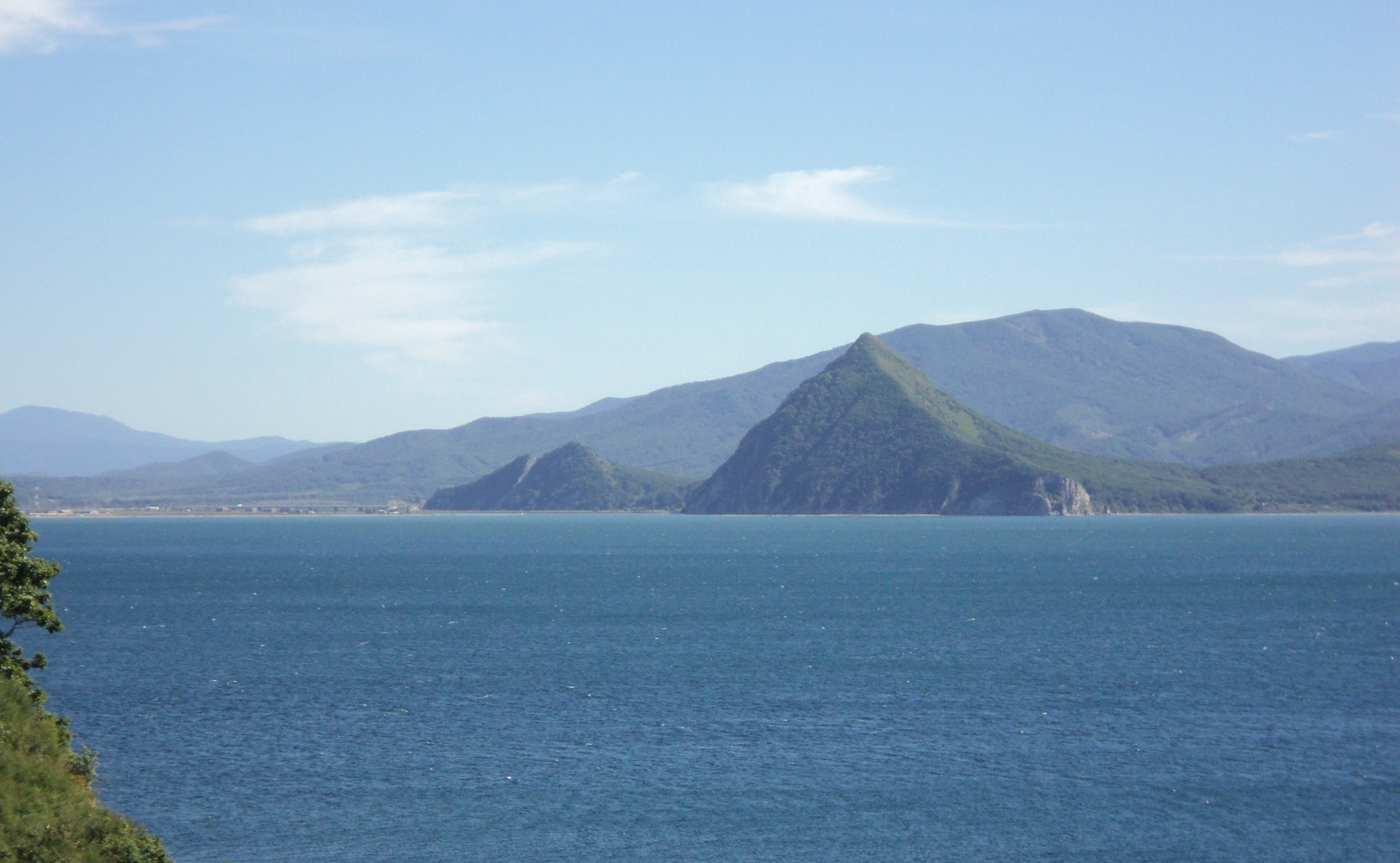
Sestra - Symbole de Nakhodka

Nakhodka est située au fond du golfe de Nakhodka, à 89 km — 171 km par la route — au sud-est de Vladivostok et à 6 501 km à l'est de Moscou. 
Les deux monts de faible altitude Sestra et Brat sont parmi les des symboles de la ville.
Au sud de la ville s'étend la presqu'île de Troudny, au littoral découpé et aux collines d'une altitude maximale de 376 m.
Deux petits fleuves côtiers se jettent dans la baie de Nakhodka après avoir traversé une partie de la ville : la Kamenka et le Partizanskaïa. 

## Histoire
La baie de Nakhodka fut « découverte » en 1859 par la corvette russe Amerika, qui cherchait un refuge pendant une tempête. D'où le nom de Nakhodka qui signifie en russe « heureuse découverte ». Avant 1950, Nakhodka était un minuscule port de pêche, mais tout changea lorsque les autorités soviétiques décidèrent de fermer Vladivostok à la navigation étrangère car c'était devenu la base de la flotte soviétique du Pacifique. Ainsi Nakhodka crût rapidement. De nombreux bâtiments datent des années 1950, construits notamment par des prisonniers de guerre japonais. L'apogée de la ville fut atteint dans les années 1970 et 1980. Elle servait alors de terminus au Transsibérien. Nakhodka était le plus important port en eau profonde de l'Extrême-Orient russe. La ville était une ville fermée.

## Population
Recensements (*) ou estimations de la population,,,,:
| 1865 | 1866 | 1868 | 1915* | 1926* | 1948   | 1959*  | 1970*   | 1979*   | 1989*   |
| ---- | ---- | ---- | ----- | ----- | ------ | ------ | ------- | ------- | ------- |
| 5    | 32   | 391  | 733   | 494   | 28 200 | 63 725 | 103 659 | 133 201 | 160 056 |

| 2002*   | 2010*   | 2013    | 2014    | 2015    | 2016    | 2017    | 2018    | 2019    | 2020    |
| ------- | ------- | ------- | ------- | ------- | ------- | ------- | ------- | ------- | ------- |
| 148 826 | 159 719 | 158 358 | 156 442 | 155 722 | 153 581 | 151 420 | 149 316 | 147 468 | 139 931 |

| 2021*   | 2023    | - | - | - | - | - | - | - | - |
| ------- | ------- | - | - | - | - | - | - | - | - |
| 145 159 | 136 096 | - | - | - | - | - | - | - | - |

## Économie
L'économie de la ville, qui gravite autour du port de Nakhodka (pêche et conserves), a souffert depuis qu'en 1991 Vladivostok s'est rouverte au monde. L'industrie locale a également souffert lorsqu'en 1998 le rouble s'est fortement dévalué après la crise asiatique. Cependant, les perspectives d'avenir sont assez positives, Nakhodka a été déclarée zone franche, et le gouvernement fédéral à Moscou comme le gouvernement régional à Vladivostok s'efforcent d'ouvrir la ville aux investisseurs étrangers. Il y a aussi le port de Vostotchny dans l'est de Nakhodka.

## Personnalité
Est né à Nakhodka :
- Viktor Faïzouline (1986–), footballeur.

## Sport
La ville abrite le club de football de l'Okean Nakhodka, qui a notamment évolué en première division russe entre 1992 et 1993.

## Jumelages
La ville de Nakhodka est jumelée avec  :
- Maizuru (Japon) depuis juin 1961
- Tsuruga (Japon) depuis octobre 1982
- Otaru (Japon) depuis le 12 septembre 1966
- Bellingham (États-Unis) depuis janvier 1989
- Oakland (États-Unis) depuis avril 1975
- Jilin (Chine) depuis juin 1991
- Province de Phuket (Thaïlande) depuis septembre 2006
- Donghae (Corée du Sud) depuis décembre 1991

## Héraldique
| Armoiries de Nakhodka | Les armoiries de Nakhodka se blasonnent ainsi : « Dans un bouclier azur (bleu, bleu clair) et vert disséqué avec une tête écarlate (rouge), au-dessus de tout il y a une ancre d'or inscrite, enlacée comme un caducée avec une paire de serpents d'or et accompagnée à la tête de moitiés d'un été dissous du même métal. ». L'armoirie est divisé en trois champs : Le champ supérieur est un rectangle rouge allongé horizontal, l'une des couleurs du drapeau national. La couleur rouge est un symbole de courage, d'amour, de bravoure. La marge de gauche est un rectangle bleu allongé vertical, représentant la mer et aussi une des couleurs du drapeau national. La couleur bleue est un symbole de gloire, d'honneur, de fidélité. Enfin, le champ de droite est un rectangle vert allongé vertical, conditionnellement taïga. Le vert est un symbole de liberté, d'espoir. Sur le bouclier du champ armorial, il y a un caducée (deux serpents croisés - symbole de sagesse, de vigilance; les ailes d'Hermès (Mercure) - symbole de nouvelles et de commerce, symbolisent le rôle de Nakhodka en tant que grande ville commerciale). L'Ancre est un symbole du port et de la navigation. Elles furent approuvées par décret du maire de Nakhodka n° 1099 du 31 juillet 1997, réapprouvé par décret du maire de Nakhodka n° 1537 du 22 septembre 2000, puis par décision de la Douma municipale de Nakhodka du 11 octobre 2000 n° 244 comme les armoiries de la ville de Nakhodka ; réapprouvé par la décision de la Douma de la ville de Nakhodka du kraï du Primorié du 24 juin 2005 n ° 412 comme armoiries de l'okroug ubrain de Nakhodka. |